# Христо Антонов
Христо Евстатиев Антонов е български офицер, генерал-майор, участник в Балканската (1912 – 1913) и Междусъюзническата война (1913), командир на рота от 1-ва пионерна дружина през Първата световна война (1915 – 1918), началник на Школата за запасни офицери (1929 – 1930) и началник-щаб на 3-та военноинспекционна област (1931 – 1934).

## Биография
Христо Антонов е роден на 22 май 1886 г. във Велико Търново. През 1906 г. завършва Военното на Негово Княжеско Височество училище и на 19 септември е произведен в чин подпоручик. На 2 септември 1909 г. е произведен в чин поручик. Взема участие в Балканската (1912 – 1913) и Междусъюзническата война (1913), след които на 5 август 1913 г. е произведен в чин капитан. Служи в Железопътната дружина.
През Първата световна война (1915 – 1918) служи като командир на рота от 1-ва пионерна дружина и на 20 юли 1917 г. е произведен в чин майор. През 1917 г. съгласно заповед № 679 по Действащата армия за бойни отличия и заслуги през войната е награден с Народен орден „За военна заслуга“, V степен с корона на военна лента, през 1918 г. е награден с Военен орден „За храброст“ IV степен 1 клас, която награда е потвърдена със заповед № 355 от 1921 г. по Министерството на войната.
На 28 август 1920 г. е произведен в чин подполковник, а през 1922 г. е назначен на служба във 2-ра колоездачна дружина. От 1927 г. е на служба в Държавната военна фабрика, през следващата година е произведен в чин полковник, а през 1929 г. е назначен за началник на Школата за запасни офицери. През 1930 г. е назначен за началник-щаб на 3-та военноинспекционна област и през 1934 г. е уволнен от служба.
Генерал-майор Христо Антонов умира през 1958 г. е и погребан в Центалните софийски гробища.

## Семейство
Генерал-майор Христо Антонов е женен и има 2 деца.

## Военни звания
- Подпоручик (19 септември 1906)
- Поручик (22 септември 1909)
- Капитан (5 август 1913)
- Майор (20 юли 1917)
- Подполковник (28 август 1920)
- Полковник (1928)
- Генерал-майор

## Образование
- Военно на Негово Княжеско Височество училище (до 1906)

## Награди
- Народен орден „За военна заслуга“ V степен с корона на военна лента (1917)
- Военен орден „За храброст“ IV степен, 1-ви клас (1918/1921)